# Synagoga Stowarzyszenia Modlitwy i Dobroczynności Chasydów Radomszczańskich w Krakowie
Synagoga Stowarzyszenia Modlitwy i Dobroczynności Chasydów Radomszczańskich – synagoga znajdująca się w Krakowie, w kamienicy przy ulicy Józefa 15, na Kazimierzu.
Synagoga została zbudowana pod koniec XIX wieku, z inicjatywy Stowarzyszenia Modlitwy i Dobroczynności Chasydów Radomszczańskich. Obok sali modlitwy znajdowała się również szkoła talmudyczna. Podczas II wojny światowej hitlerowcy zdewastowali synagogę. Od czasu zakończenia wojny w synagodze znajdują się mieszkania i lokal usługowy.
W Krakowie mieściła się jeszcze jedna synagoga chasydów z Radomska, w podwórzu przy ulicy Ciemnej 10.

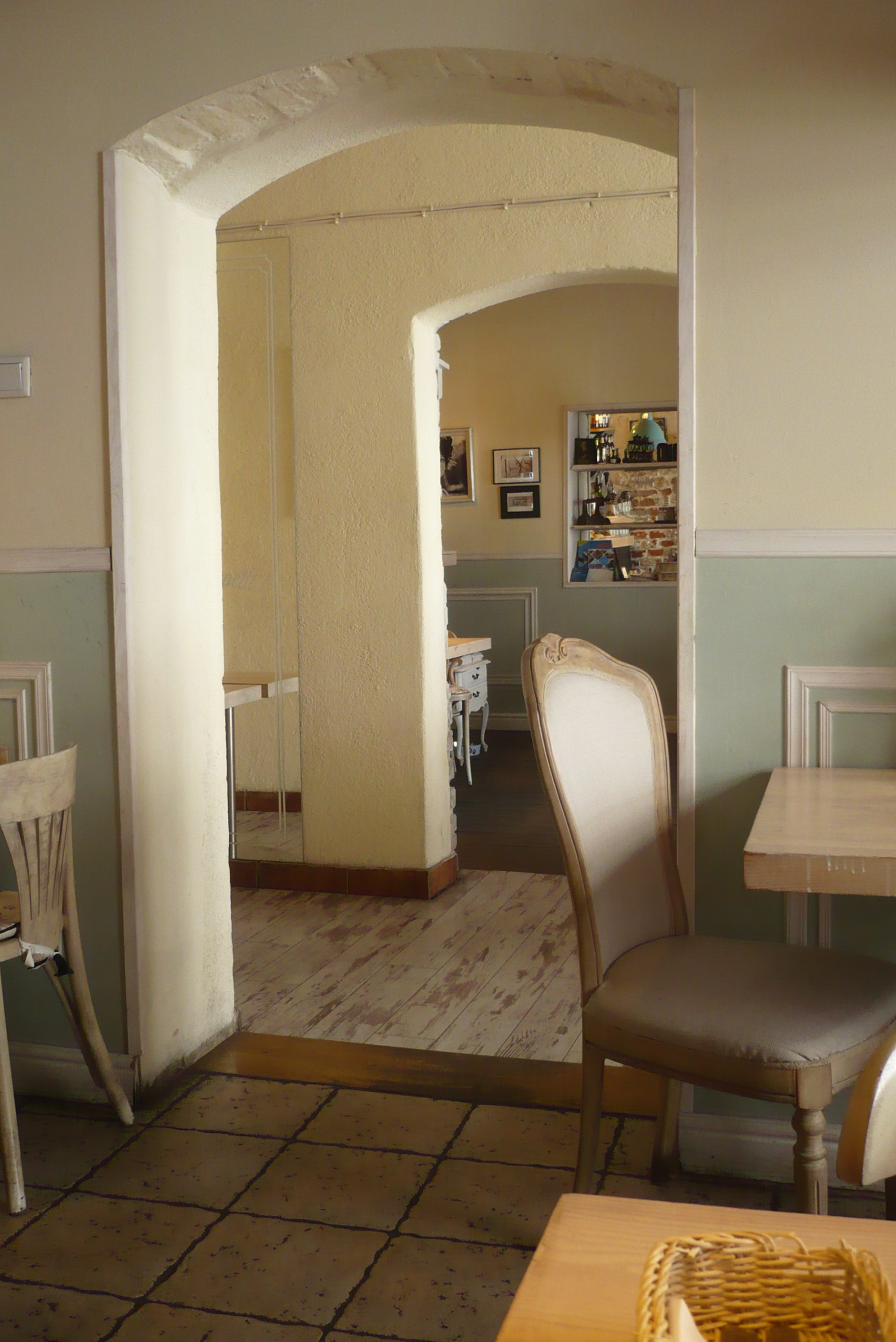
Synagoga, wnętrze
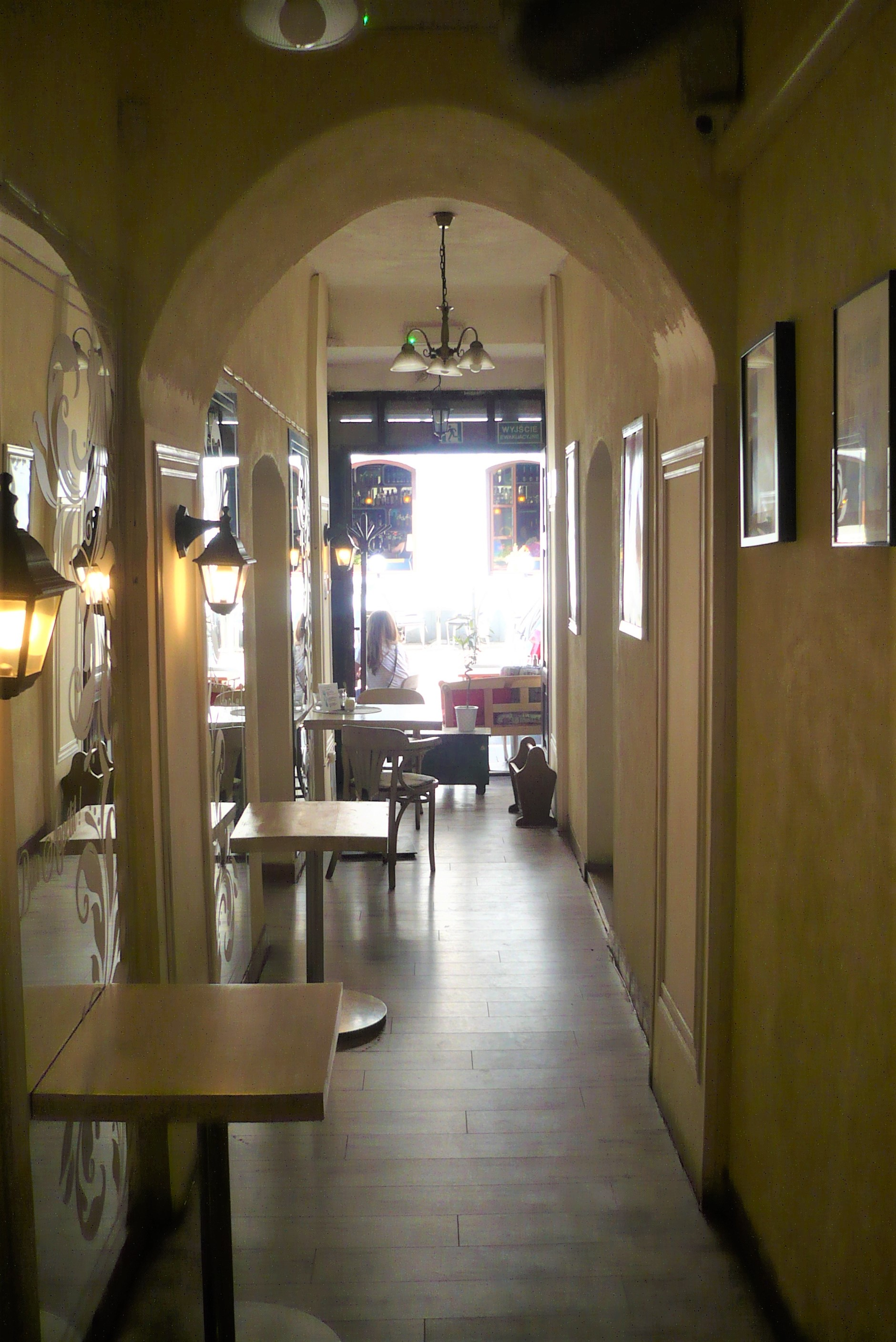
Synagoga, wnętrze
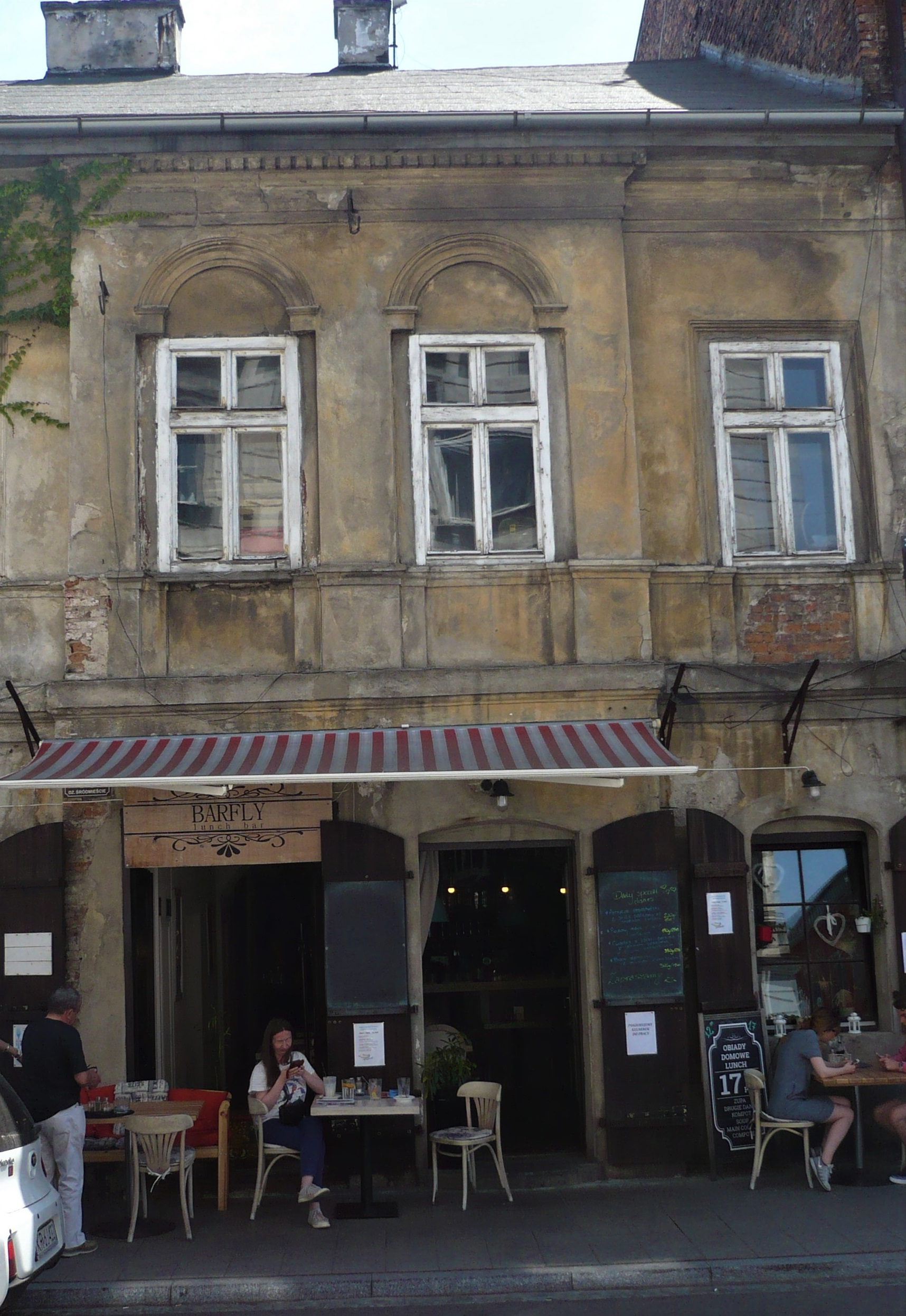
Synagoga, Kraków Józefa 15

## Źródła
- Synagoga Stowarzyszenia Modlitwy i Dobroczynności Chasydów Radomszczańskich w Krakowie na portalu Wirtualny Sztetl
- Praca zbiorowa Zabytki Architektury i budownictwa w Polsce. Kraków, Krajowy Ośrodek Badań i Dokumentacji Zabytków Warszawa 2007, ISBN 978-83-9229-8-1